# Mechanitis
Mechanitis là một chi của loài bướm thuộc tông Ithomiini, trong họ Bướm giáp. Chi bướm này được nhà khoa học Johan Christian Fabricius định danh vào năm 1807. Các loài của chi Mechanitis được đặt tên giống như một chiếc máy (machine) vì ấu trùng con nhộng của một số loài (chẳng hạn như Mechanitis polymnia) có lớp vỏ bề ngoài giống như kim loại. Nguyên nhân của việc này đến từ các lớp phủ kitin có chức năng phản chiếu của chúng.

## Phân loại học
Chi Mechanitis được nhà sinh vật học Johan Christian Fabricius mô tả vào năm 1807. Các loài thuộc chi này đều nằm trong họ Bướm giáp, thuộc tông Ithomiini, bao gồm các loài bướm khác ở vùng Tân nhiệt đới. Sự đa dạng vốn có trong kiểu hình của các loài bướm nói chung khiến cho việc phân loại chi Mechanitis dựa trên hình dáng của đôi cánh và màu sắc bên ngoài được coi là không chính xác. Vì vậy, trong trường hợp cần xác định hai cá thể bất kỳ có cùng kiểu hình đôi cánh, các nhà khoa học sẽ áp dụng phương pháp DNA ty thể cũng như dựa trên các đặc điểm sinh thái học để cải thiện độ chính xác trong việc phân loại chúng.

## Mô tả

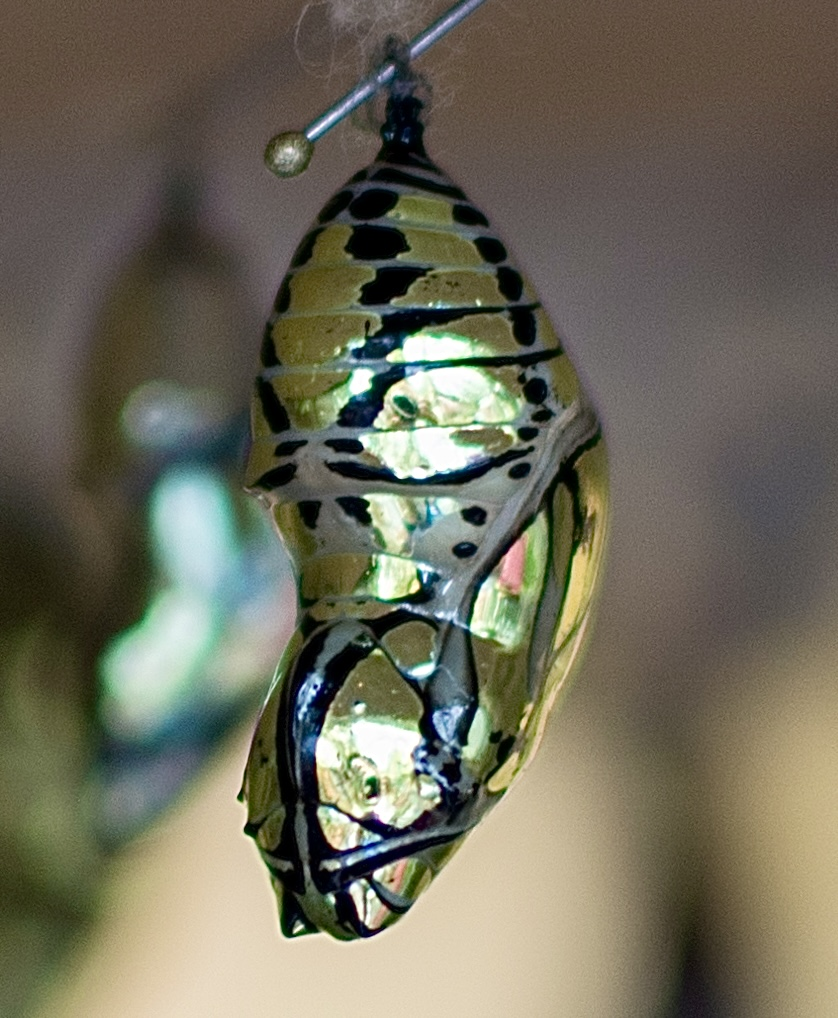
Lớp vỏ phản quang bao phủ bên ngoài ấu trùng con nhộng của loài Mechanitis polymnia

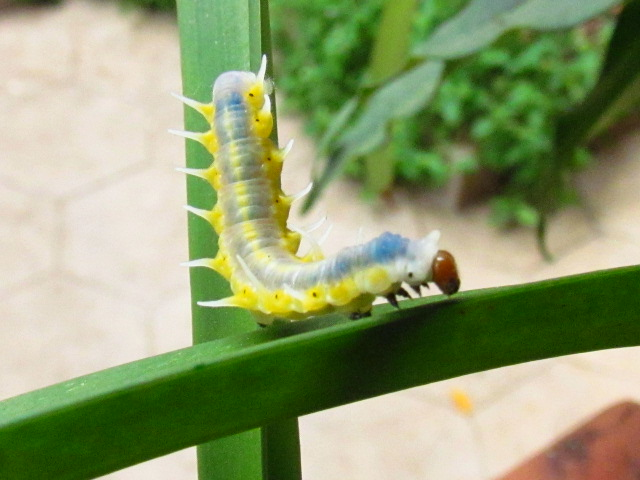
Một cá thể Mechanitis lysimnia ở giai đoạn sâu bướm

Các loài bướm thuộc chi Mechanitis rất đa dạng nhưng không phải là món ăn ngon đối với những loài săn mồi khác. Những cá thể Mechanitis trưởng thành có khả năng phát ra những màu sắc cảnh báo bao gồm màu đen, cam và vàng. Trên đôi cánh của chúng có những vện vằn giống như lưng hổ. Sở dĩ chi bướm này được đặt tên là Mechanitis là vì lớp vỏ bao ngoài trên các cá thể nhộng của chúng có hình dáng giống như một chiếc máy (machine). Là một chi bướm thân mảnh, nhỏ với đôi cánh tròn và bộ râu dài màu vàng, kích thước của một cá thể Mechanitis trưởng thành hoặc thành trùng thường dao động từ 65 đến 75 mm.

## Chu kỳ sống
Các loài thuộc chi Mechanitis chủ yếu sống trong rừng, ở độ cao từ 0 đến 3.000 foot (910 m) so với mực nước biển, bên trong những khu rừng mưa và rừng ẩm ướt. Những cá thể cái thuộc chi Mechanitis đẻ trứng thành từng chùm trên những sợi tơ nhỏ bên trên lá của các loài cây độc dược thuộc chi Cà và họ La bố ma. Khi những quả trứng thon dài màu trắng nở ra thành ấu trùng sâu bướm, chúng bắt đầu chia nhóm để kiếm ăn quanh các tán lá. Các loài thuộc chi Mechanitis còn đẻ trứng trên những cây lương thực, điều này có thể khiến chúng bị những loài ăn mồi khác tiêu diệt. Ở mỗi cây, người ta có thể tìm thấy tối đa ba chùm trứng của các loài thuộc chi này, nhưng trên mỗi chiếc lá chỉ có một chùm trứng. Nếu con cái bị làm phiền trong khi đẻ trứng trên một chiếc lá, nó sẽ bay đi nhưng rồi sau đó quay trở lại chiếc lá đó để tiếp tục quá trình đẻ trứng. Đối với loài Mechanitis isthmia, mỗi chùm trứng của chúng có thể chứa từ 30 đến 60 quả. Thường những cây tiếp xúc trực tiếp với ánh sáng mặt trời trong hầu hết thời gian trong ngày sẽ được chọn làm nơi đẻ trứng. Hầu hết các chùm trứng được tìm thấy trên các tán lá, cách mặt đất chưa đến một mét. Trứng phát triển thành ấu trùng sẽ bắt đầu tự kiếm ăn từ lá nơi chúng được sinh ra rồi chuyển dần sang những chiếc lá khác. Quá trình kiếm ăn được thực hiện thành từng nhóm chặt chẽ trong các khoảng thời gian ngắt quãng. Đôi khi, một nhóm ấu trùng sẽ nghỉ ngơi trong khi nhóm khác kiếm ăn.

### Lớp vỏ phản quang của ấu trùng con nhộng
Ở loài Mechanitis polymnia, ấu trùng con nhộng của chúng có lớp vỏ bao ngoài giống như một tấm gương kim loại. Lớp vỏ này có khả năng phản chiếu các hình ảnh từ môi trường xung quanh để gây nhầm lẫn cho những kẻ săn mồi. Người ta cho rằng những loài săn mồi khi nhìn thấy hình ảnh phản chiếu của chính chúng trên lớp vỏ do ấu trùng loài Mechanitis polymnia tạo ra đã phải bỏ chạy. Một giả thuyết khác thì cho rằng lớp vỏ có chức năng phản chiếu của các cá thể nhộng này tuy không giúp chúng giảm khả năng bị tấn công bởi các loài săn mồi, nhưng bù lại, nó hỗ trợ chúng điều chỉnh nhiệt độ cơ thể trong suốt quá trình tạo kén.
Lớp vỏ bên ngoài của các cá thể nhộng được làm bằng kitin. Chất này cũng được tìm thấy trên vỏ của các loài côn trùng khác như bọ ngọc (Buprestidae). Không giống như những con bọ ngọc vẫn giữ lại lớp vỏ kitin của chúng, ấu trùng Mechanitis mất đi lớp vỏ trong khoảng một tuần. Lớp vỏ của chúng có màu vàng óng ánh, gây ra bởi hiện tượng phản quang bên trên lớp kitin trong suốt. Lớp vỏ này dày đặc, gồm 25 lớp trong suốt nằm xen kẽ nhau, phản chiếu ánh sáng nằm trong quang phổ từ vàng đến cam. Đối với mắt người quan sát, màu sắc ta cảm nhận được đó là màu vàng. Với những cá thể có từ 40 lớp trở lên, chúng có thể phản quang toàn bộ phổ nhìn thấy được. Lớp vỏ của chúng sau đó có màu xanh lam hoặc xanh lục, rồi từ hai đến bốn ngày sau đó nữa, chúng chuyển sang màu "vàng kim" hoặc "bạc".

### Giao phối
Các nhà sinh vật học tin rằng sự khuếch tán thành phần hóa học trong mùi hương có ảnh hưởng đến quá trình giao phối của các loài trong chi Mechanitis. Khi một cá thể đực đuổi theo một cá thể cái có màu sắc tương tự, nó sẽ bay vờn xung quanh con cái và đập cánh từ đằng trước ra đằng sau. Nếu mục tiêu được xác định là con đực, nó sẽ quay trở lại vị trí quan sát ban đầu của mình. Trong trường hợp con cái thích thú với màn tán tỉnh của các cá thể đực, chúng sẽ giao phối với nhau. Nếu quá trình giao phối bị cản trở, con cái sẽ đưa con đực đến nơi khác để tiếp tục quá trình này. Sau khi giao phối, hai cá thể sẽ lại tách ra và bay theo mỗi hướng.

## Phân bố
Mechanitis thường được tìm thấy trong các khu rừng nhiệt đới ở Nam Mỹ, Trung Mỹ hoặc xa về phía bắc như ở México. Chi này phân bố khắp các khu rừng ẩm ướt từ México đến miền Nam Brasil, Paraguay và trải dài đến ba trong số các đảo vùng Caribe. Chúng cũng được tìm thấy ở vùng Andes của Colombia.

## Loài
Theo thứ tự bảng chữ cái:
| Hình ảnh | Sâu bướm | Danh pháp khoa học                    | Phân bố                             |
| -------- | -------- | ------------------------------------- | ----------------------------------- |
|          |          | Mechanitis lysimnia (Fabricius, 1793) | từ miền Nam México đến Uruguay      |
|          |          | Mechanitis mazaeus Hewitson, 1860     | Nam Mỹ                              |
|          |          | Mechanitis menapis Hewitson, [1856]   | Nam Mỹ                              |
|          |          | Mechanitis polymnia (Linnaeus, 1758)  | từ México đến rừng nhiệt đới Amazon |